# 多烏蘭
多烏蘭為位於印度尼西亚东爪哇省莫約克托縣的一個考古遺址，遺址分布於長11（6.8英里），寬9（5.6英里）的區間內，面積約99平方（38平方英里）。多烏蘭為東爪哇古國满者伯夷14至15世紀的都城，當時稱為威爾瓦提克塔（Wilwatikta）。1478年，在滿者伯夷的內亂中，克爾塔布米（Kertabhumi）王子攻打多烏蘭並摧毀該城，之後國王將都城遷至達哈（Daha）（今諫義里縣）。今日設有多烏蘭博物館，收藏一系列文物。
2009年10月，印度尼西亞文化和旅遊部將多烏蘭列為聯合國教科文組織世界遺產名錄的預備名單。

## 考古
多烏蘭在1478年被摧毀後，古城遺址於19世紀初被發現。當時英國代理總督斯坦福·莱佛士對爪哇歷史有高度興趣。他派人調查該區域，當時該地區大部分都被茂密的叢林覆蓋，但仍調查出綿延數英哩的遺跡埋沒在叢林當中，莱佛士稱當地為「爪哇的榮耀」（this pride of Java）:102。
多烏蘭早期研究集中在紀念性遺跡，包括寺廟、墓葬和沐浴場所。之後，考古調查發現工業、商業和宗教活動、居住區、供水系統和水渠的遺跡，所有這些都是14至15世紀人口稠密的證據:108。

2008年下半年，印度尼西亞政府對該遺址進行大規模考古調查，以防止周邊地區的工業活動對於遺跡的破壞，2009年完成調查後設立了滿者伯夷文化園區。

## 圖集
- 多烏蘭的禪邸，攝於1929年
- 老鼠禪邸（Candi Tikus）的浴池
- 拉旺門，多烏蘭的門戶
- 布拉胡禪邸
- 多烏蘭出土的滿者伯夷時期小豬扑满，收藏於雅加達的印度尼西亚国家博物馆

## 外部連結
- （英文） 多烏蘭博物館（Trowulan Museum） （页面存档备份，存于）